# Flavipanurgus
Flavipanurgus – rodzaj pszczół z rodziny pszczolinkowatych, podrodziny zbierkowatych i plemienia zbierek.
Pszczoły o ciele długości od 5 do 9 mm, ubarwionym czarno z żółtymi znakami obecnymi przynajmniej na głowie i metasomie. Mają zwykle dużą głowę. Ich narządy gębowe cechuje grzebyk na żuwkach zewnętrznych, języczek krótszy od przedbródka oraz głaszczki wargowe o pierwszym członie krótszym niż pozostałe razem wzięte. Rowek episternalny jest u nich krótki i słabo zaznaczony. Szczoteczki na odnóżach nie zawierają zygzakowatych ani spiralnie skręconych szczecinek. Grzbietowa powierzchnia pozatułowia jest co najwyżej nieco dłuższa od zaplecza. Szóste sternum odwłoka u samców ma 4 rozbieżne wyrostki i cienką, pozbawioną pośrodkowego wyrostka tylną krawędź. Siódme ich sternum ma duży i szeroki dysk, parę płatów wierzchołkowych i pozbawione jest wyrostka środkowo-wierzchołkowego. W narządach kopulacyjnych samca gonostylus jest duży, zaopatrzony w płat nasadowy i głęboko rozwidlony.
Rodzaj palearktyczny, znany tylko z Półwyspu Iberyjskiego.
Należą tu gatunki:
- Flavipanurgus flavus (Friese, 1897)
- Flavipanurgus fuzetus Patiny, 1999
- Flavipanurgus granadensis (Warncke, 1987)
- Flavipanurgus ibericus (Warncke, 1972)
- Flavipanurgus merceti (Vachal, 1910)
- Flavipanurgus venustus (Erichson, 1835)